# Ctenophthalmus wranghami
Ctenophthalmus wranghami är en loppart som beskrevs av Smit 1975. Ctenophthalmus wranghami ingår i släktet Ctenophthalmus och familjen mullvadsloppor. Inga underarter finns listade i Catalogue of Life.